# Manatuto (município)

Bandeira da Manatuto

Manatuto é um dos 13 municípios administrativos de Timor-Leste, localizado na zona central do país, abarcando trechos da costa norte e sul da ilha. A norte confina com o mar do estreito de Wetar; a nascente com os municípios de Baucau e Viqueque; a sul com o Mar de Timor e a poente com os municípios de Manufahi, Aileu e Díli. Apresenta 42742 habitantes (Censo de 2010) e uma área de 1.706 km². Sua capital é Manatuto.
A ribeira mais extensa de Timor-Leste, a ribeira de Lacló, deságua no município de Manatuto, entre a ponta de Subaio e a baía de Lanessana.
O município de Manatuto é idêntico ao concelho do mesmo nome do tempo do Timor Português e inclui os posto administrativos de:
- Barique-Natarbora,
- Laclo,
- Laclubar,
- Laleia,
- Manatuto
- Soibada.

## Línguas
Para além das línguas oficiais de Timor-Leste — tétum e português — em Manatuto grande parte da população fala também galóli, idioma reconhecido com o estatuto de língua nacional pela Constituição. Um dos dialetos da língua galóli, falado na região de Manatuto, chama-se também  manatuto.

## Equipamentos
- Escola Secundária Geral Presidente Nicolau Lobato (Suco de Manlala, posto administrativo Soibada)